# Нижняя Таймыра
Нижняя Таймыра — река в Красноярском крае России на полуострове Таймыр. Длина — 187 км, площадь водосборного бассейна — 124 000 км². Средний расход воды — 1220 м³/с.

## География
Вытекает из озера Таймыр и течёт на северо-запад. Пересекает горы Бырранга. Протекает через озеро Энгельгардт. Впадает в Таймырский залив Карского моря. В бассейне Нижней Таймыры есть такие объекты как Река Мамонта, Левый Мамонт и озеро Мамонта.
В бассейн Нижней Таймыры входит Верхняя Таймыра, объединяемая некоторыми источниками в одно целое — реку Таймыру.

## Притоки
По порядку от устья:
- 3 км: без названия (пр.)
- 8 км: без названия (пр.)
- 11 км: Малиновского (лв.)
- 22 км: Фомина (пр.)
- 25 км: Чекина (пр.)
- 31 км: без названия (пр.)
- 32 км: без названия (лв.)
- 44 км: без названия (пр.)
- 47 км: Гагара (лв.)
- 58 км: Чукча (лв.)
- 59 км: без названия (лв.)
- 65 км: Колосова (пр.)
- 68 км: без названия (лв.)
- 76 км: без названия (лв.)
- 78 км: Сухая (пр.)
- 87 км: Шренк (лв.)
- 102 км: Совиная (пр.)
- 108 км: Траутфеттер (пр.)
- 117 км: Снежная (лв.)
- 118 км: без названия (лв.)
- 130 км: Бунге (пр.)
- 133 км: Прямая (лв.)
- 140 км: без названия (лв.)
- 142 км: Короткая (лв.)
- 158 км: Угольная (лв.)
- 170 км: Черные Яры (пр.)
- 172 км: без названия (пр.)
- 180 км: Линьки (пр.)
- 185 км: Северная (пр.)

## История исследования
Открыта и исследована во время Великой Северной экспедиции 1737-42 гг. В ходе экспедиции Академии наук XIX века река была пройдена от истока до устья и исследована Миддендорфом, который составил более полное естественно-историческое описание региона. Район реки в разное время обследовали Харитон Лаптев, Никифор Фомин, С. И. Челюскин и Н. Н. Урванцев. Лаптев был первым, кто оставил после себя описание Таймыры в XVIII веке:
…Река Таймура вышла из озера Таймурскаго, в параллеле 75°00' ширины, меж высоких крутых гор каменных, шириною в вершине близ 5 верст. И таким состоянием идет около 15 верст. Потом пошла собою узка и меж пологих гор, не шире полверсты. И в параллеле 75°10' ширины сошлась меньше четверти версты шириною, меж крутых каменных утёсов больших, которые - одни из камня желтаго и мягкаго, другие из камня аспиду чернаго. И лежат в горе слоями, так что в толщине 4 дюйма камень аспид, а меж его в 2 дюйма толщиною яко алебастр чистой, белой и крепкой. Такого состояния берега лежат на 20 верст. Потом, и до самого устья пошли берега пологие и ниские. Земля обычайно здешняя: мало травы, больше мху оленнаго, белаго. Чего ради с мая месяца здесь в лето бывает великое множество диких оленей, которых стада бывают по тысяче. В Таймуре реке рыбы ловится белая, как и на устии ея, довольное число. Водою идет весьма глубока, без отмелей, и быстрины нарочитой. Вся река выходит весною июня в последних числах. На ней лесу наносного нет. В нынешнее время, в проезде было малое число нарочитых бревен, которые по объявлению на устье Таймурском живущаго помянутаго новокрещенного якута им выбраны и сожжены в проезде на дрова. А тому вероятность, и в нынешнее время по берегам находили короткие, толстые обрубки. А с верху, чают, сему лесу быть невозможно, понеже все реки, впадающие в озеро Таймурское, вышли из тундренных, безлесных мест…
Однако нанесена на карту река была неточно, поэтому пытавшиеся дойти по ней до устья Таймыры в 1901 году участники Русской полярной экспедиции (Толль и Колчак) обнаружили его в другом месте, на 100 километров севернее. Карта была исправлена согласно результатам экспедиции Толля.

## Фауна
В реке водятся омуль, муксун, нельма, ряпушка, арктический голец.